# توپولف آی-۴
توپولف آی-۴ (به انگلیسی: Tupolev I-4) یک هواگرد ساختِ کارخانهٔ توپولف در کشور اتحاد جماهیر سوسیالیستی شوروی است. نخستین استفاده‌کنندهٔ این هواپیما نیروی هوایی شوروی بوده‌است. این هواگرد برای نخستین بار در ۱۹۲۷ میلادی مورد استفاده قرار گرفت.